# Теректи (Єскельдинський район)
Теректи́ (каз. Теректі) — село у складі Єскельдинського району Жетисуської області Казахстану. Входить до складу Каратальський сільського округу.
До 2000 року село називалось Малиновка.
Населення — 535 осіб (2021; 624 у 2009, 655 у 1999, 921 у 1989).